# 986

986(구백팔십육)은 985보다 크고 987보다 작은 자연수다.

## 수학
- 합성수로, 그 약수는 1, 2, 17, 29, 34, 58, 493, 986이다. 진약수의 합은 634이므로, 986은 부족수다.
- 133번째 쐐기수다. 앞의 쐐기수는 978, 다음 쐐기수는 987이다.
- {\displaystyle 986=5^{2}+31^{2}=19^{2}+25^{2}}
  - 서로 다른 두 자연수의 제곱합으로 나타낼 수 있는 수다.
- {\displaystyle 59^{8}-1}은 986으로 나누어떨어진다.

## 과학
- NGC 986(영어판): 화로자리 방향에 있는 나선 은하.

## 교통
- 986번 홋카이도도(일본어판)

## 문화유산
- 대한민국의 보물 제986호: 청양 운장암 금동보살좌상

## 방송
- 지니 TV의 JEI 재능TV 채널 번호.
- B tv의 SPOTV 채널 번호.
- B tv 케이블의 SPOTV2 채널 번호.

## 기타
- 연도: 986년, 기원전 986년